# Liste jüdischer Friedhöfe in Polen
Die Liste jüdischer Friedhöfe in Polen gibt einen Überblick zu jüdischen Friedhöfen (Cmentarze żydowskie) in Polen. Aufgeführt sind nur diejenigen Friedhöfe, für die in der deutschsprachigen Wikipedia Artikel existieren.
Die Sortierung erfolgt alphabetisch nach der Woiwodschaft und dort alphabetisch nach dem polnischen Namen. Bei den Ortsnamen wird immer der polnische Name mit dem Link zum Ort aufgeführt und darunter gegebenenfalls der deutsche Name. Nicht aufgeführt werden die im Zweiten Weltkrieg neu eingeführten deutschen Namen.
Navigation: Ermland-Masuren Großpolen
Heiligkreuz Karpatenvorland Kleinpolen
Kujawien-Pommern Lebus Lodz Lublin
Masowien Niederschlesien Oppeln Podlachien Pommern Schlesien
Westpommern
| Ort                                         | Woiwodschaft                        | Bezeichnung                                     | Bild                                       |
| ------------------------------------------- | ----------------------------------- | ----------------------------------------------- | ------------------------------------------ |
|                                             |                                     |                                                 |                                            |
| Woiwodschaft Ermland-Masuren                |                                     |                                                 |                                            |
| Gołdap Goldap                               | Warmińsko-mazurskie Ermland-Masuren | Alter jüdischer Friedhof (Gołdap)               | Weitere Bilder                             |
| Mikołajki Nikolaiken                        | Warmińsko-mazurskie Ermland-Masuren | Jüdischer Friedhof (Mikołajki)                  | Weitere Bilder                             |
| Woiwodschaft Großpolen                      |                                     |                                                 |                                            |
| Buk                                         | Wielkopolska Großpolen              | Jüdischer Friedhof (Buk)                        | Weitere Bilder                             |
| Debrzno-Wieś Dobrin                         | Wielkopolska Großpolen              | Jüdischer Friedhof (Debrzno-Wieś)               | Weitere Bilder                             |
| Gniezno Gnesen                              | Wielkopolska Großpolen              | Neuer jüdischer Friedhof (Gniezno)              | Weitere Bilder                             |
| Jastrowie Jastrow                           | Wielkopolska Großpolen              | Jüdischer Friedhof (Jastrowie)                  | Weitere Bilder                             |
| Kalisz Kalisch                              | Wielkopolska Großpolen              | Neuer jüdischer Friedhof (Kalisz)               | Weitere Bilder                             |
| Kobyla Góra Haideberg                       | Wielkopolska Großpolen              | Jüdischer Friedhof (Kobyla Góra)                | Weitere Bilder                             |
| Krotoszyn Krotoschin                        | Wielkopolska Großpolen              | Jüdischer Friedhof (Krotoszyn)                  | Weitere Bilder                             |
| Leszno Lissa                                | Wielkopolska Großpolen              | Jüdischer Friedhof (Leszno)                     | Weitere Bilder                             |
| Złotów Flatow                               | Wielkopolska Großpolen              | Jüdischer Friedhof (Złotów)                     | Weitere Bilder                             |
| Woiwodschaft Heiligkreuz                    |                                     |                                                 |                                            |
| Bodzentyn                                   | Świętokrzyskie Heiligkreuz          | Jüdischer Friedhof (Bodzentyn)                  | Weitere Bilder                             |
| Chęciny                                     | Świętokrzyskie Heiligkreuz          | Jüdischer Friedhof (Chęciny)                    | Weitere Bilder                             |
| Chmielnik                                   | Świętokrzyskie Heiligkreuz          | Neuer jüdischer Friedhof (Chmielnik)            | Weitere Bilder                             |
| Iwaniska                                    | Świętokrzyskie Heiligkreuz          | Jüdischer Friedhof (Iwaniska)                   | Weitere Bilder                             |
| Jędrzejów                                   | Świętokrzyskie Heiligkreuz          | Jüdischer Friedhof (Jędrzejów)                  | Weitere Bilder                             |
| Woiwodschaft Karpatenvorland                |                                     |                                                 |                                            |
| Baligród                                    | Podkarpackie Karpatenvorland        | Jüdischer Friedhof (Baligród)                   | Weitere Bilder                             |
| Brzozów                                     | Podkarpackie Karpatenvorland        | Jüdischer Friedhof (Brzozów)                    | Weitere Bilder                             |
| Bukowsko                                    | Podkarpackie Karpatenvorland        | Jüdischer Friedhof (Bukowsko)                   | Weitere Bilder                             |
| Dębica Dembitza                             | Podkarpackie Karpatenvorland        | Jüdischer Friedhof (Dębica)                     | Weitere Bilder                             |
| Dukla                                       | Podkarpackie Karpatenvorland        | Alter jüdischer Friedhof (Dukla)                | Weitere Bilder                             |
| Dukla                                       | Podkarpackie Karpatenvorland        | Neuer jüdischer Friedhof (Dukla)                | Weitere Bilder                             |
| Dynów Dünow                                 | Podkarpackie Karpatenvorland        | Alter jüdischer Friedhof (Dynów)                | Weitere Bilder                             |
| Głogów Małopolski Dünow                     | Podkarpackie Karpatenvorland        | Alter jüdischer Friedhof (Głogów Małopolski)    | Weitere Bilder                             |
| Jarosław Jaroslau                           | Podkarpackie Karpatenvorland        | Jüdischer Friedhof (Jarosław)                   | Weitere Bilder                             |
| Jasło                                       | Podkarpackie Karpatenvorland        | Jüdischer Friedhof (Jasło)                      | Weitere Bilder                             |
| Jodłowa                                     | Podkarpackie Karpatenvorland        | Jüdischer Friedhof (Jodłowa)                    | Weitere Bilder                             |
| Strzyżów Strezow                            | Podkarpackie Karpatenvorland        | Drei jüdische Friedhöfe                         | Weitere Bilder                             |
| Woiwodschaft Kleinpolen                     |                                     |                                                 |                                            |
| Bobowa                                      | Małopolskie Kleinpolen              | Jüdischer Friedhof (Bobowa)                     | Weitere Bilder                             |
| Bochnia                                     | Małopolskie Kleinpolen              | Jüdischer Friedhof (Bochnia)                    | Weitere Bilder                             |
| Brzesko                                     | Małopolskie Kleinpolen              | Neuer jüdischer Friedhof (Brzesko)              | Weitere Bilder                             |
| Chrzanów                                    | Małopolskie Kleinpolen              | Jüdischer Friedhof (Chrzanów)                   | Weitere Bilder                             |
| Gorlice                                     | Małopolskie Kleinpolen              | Jüdischer Friedhof (Gorlice)                    | Weitere Bilder                             |
| Grybów                                      | Małopolskie Kleinpolen              | Jüdischer Friedhof (Grybów)                     | Weitere Bilder                             |
| Kęty Kenty                                  | Małopolskie Kleinpolen              | Jüdischer Friedhof (Kęty)                       | Weitere Bilder                             |
| Kraków Krakau                               | Małopolskie Kleinpolen              | Alter Jüdischer Friedhof (Krakau)               | Weitere Bilder                             |
| Krynica-Zdrój Bad Krynica                   | Małopolskie Kleinpolen              | Jüdischer Friedhof (Krynica-Zdrój)              | Weitere Bilder                             |
| Nowy Sącz Neu Sandez                        | Małopolskie Kleinpolen              | Neuer Jüdischer Friedhof (Nowy Sącz)            | Weitere Bilder                             |
| Oświęcim Auschwitz                          | Małopolskie Kleinpolen              | Jüdischer Friedhof (Oświęcim)                   | Weitere Bilder                             |
| Zakopane                                    | Małopolskie Kleinpolen              | Jüdischer Friedhof in Zakopane (1931)           | Weitere Bilder                             |
| Woiwodschaft Kujawien-Pommern               |                                     |                                                 |                                            |
| Barcin Bartschin                            | Kujawsko-pomorskie Kujawien-Pommern | Jüdischer Friedhof (Barcin)                     | Weitere Bilder                             |
| Chełmno Kulm                                | Kujawsko-pomorskie Kujawien-Pommern | Jüdischer Friedhof (Chełmno)                    |                                            |
| Koronowo Polnisch Krone                     | Kujawsko-pomorskie Kujawien-Pommern | Jüdischer Friedhof (Koronowo)                   | Weitere Bilder                             |
| Lipno                                       | Kujawsko-pomorskie Kujawien-Pommern | Jüdischer Friedhof Lipno                        | 1939 völlig zerstört Gelände heute bebaut. |
| Woiwodschaft Lebus                          |                                     |                                                 |                                            |
| Brójce Brätz                                | Lubuskie Lebus                      | Jüdischer Friedhof (Brójce)                     | Weitere Bilder                             |
| Gorzów Wielkopolski Landsberg an der Warthe | Lubuskie Lebus                      | Jüdischer Friedhof (Gorzów Wielkopolski)        | Weitere Bilder                             |
| Międzyrzecz Meseritz                        | Lubuskie Lebus                      | Jüdischer Friedhof (Międzyrzecz)                | Weitere Bilder                             |
| Skwierzyna Schwerin an der Warthe           | Lubuskie Lebus                      | Jüdischer Friedhof (Skwierzyna)                 | Weitere Bilder                             |
| Szprotawa Sprottau                          | Lubuskie Lebus                      | Jüdischer Friedhof (Szprotawa)                  | Weitere Bilder                             |
| Słubice Frankfurt (Oder)                    | Lubuskie Lebus                      | Jüdischer Friedhof Słubice                      | Weitere Bilder                             |
| Trzciel Tirschtiegel                        | Lubuskie Lebus                      | Jüdischer Friedhof (Trzciel)                    | Weitere Bilder                             |
| Wschowa Fraustadt                           | Lubuskie Lebus                      | Jüdischer Friedhof (Wschowa)                    | Weitere Bilder                             |
| Woiwodschaft Lodz                           |                                     |                                                 |                                            |
| Bolimów                                     | Łódzkie Lodz                        | Jüdischer Friedhof (Bolimów)                    | Weitere Bilder                             |
| Brzeziny                                    | Łódzkie Lodz                        | Jüdischer Friedhof (Brzeziny)                   | Weitere Bilder                             |
| Inowłódz                                    | Łódzkie Lodz                        | Jüdischer Friedhof (Inowłódz)                   | Weitere Bilder                             |
| Jeżów                                       | Łódzkie Lodz                        | Jüdischer Friedhof (Jeżów)                      | Weitere Bilder                             |
| Łódź Lodz                                   | Łódzkie Lodz                        | Neuer Jüdischer Friedhof (Łódź)                 | Weitere Bilder                             |
| Osjaków                                     | Łódzkie Lodz                        | Jüdischer Friedhof (Osjaków)                    | Kein Grabstein mehr vorhanden.             |
| Piotrków Trybunalski Petrikau               | Łódzkie Lodz                        | Neuer jüdischer Friedhof (Piotrków Trybunalski) | Weitere Bilder                             |
| Zgierz                                      | Łódzkie Lodz                        | Jüdischer Friedhof (Zgierz)                     | Weitere Bilder                             |
| Woiwodschaft Lublin                         |                                     |                                                 |                                            |
| Annopol                                     | Lubelskie Lublin                    | Neuer jüdischer Friedhof (Annopol)              | Weitere Bilder                             |
| Bełżyce                                     | Lubelskie Lublin                    | Neuer jüdischer Friedhof (Bełżyce)              | Weitere Bilder                             |
| Biała Podlaska                              | Lubelskie Lublin                    | Neuer jüdischer Friedhof (Biała Podlaska)       | Weitere Bilder                             |
| Biłgoraj                                    | Lubelskie Lublin                    | Neuer jüdischer Friedhof (Biłgoraj)             | Weitere Bilder                             |
| Chełm Cholm                                 | Lubelskie Lublin                    | Jüdischer Friedhof (Chełm)                      | Weitere Bilder                             |
| Frampol                                     | Lubelskie Lublin                    | Jüdischer Friedhof (Frampol)                    | Weitere Bilder                             |
| Hrubieszów Grubeschow                       | Lubelskie Lublin                    | Alter jüdischer Friedhof (Hrubieszów)           | Weitere Bilder                             |
| Izbica                                      | Lubelskie Lublin                    | Jüdischer Friedhof (Izbica)                     | Weitere Bilder                             |
| Kazimierz Dolny                             | Lubelskie Lublin                    | Alter jüdischer Friedhof (Kazimierz Dolny)      | Weitere Bilder                             |
| Kazimierz Dolny                             | Lubelskie Lublin                    | Neuer jüdischer Friedhof (Kazimierz Dolny)      | Weitere Bilder                             |
| Szczebrzeszyn                               | Lubelskie Lublin                    | Jüdischer Friedhof (Szczebrzeszyn)              | Weitere Bilder                             |
| Woiwodschaft Masowien                       |                                     |                                                 |                                            |
| Błonie                                      | Mazowieckie Masowien                | Jüdischer Friedhof (Błonie)                     | Weitere Bilder                             |
| Brok                                        | Mazowieckie Masowien                | Jüdischer Friedhof (Brok)                       | Weitere Bilder                             |
| Drobin                                      | Mazowieckie Masowien                | Neuer jüdischer Friedhof (Drobin)               |                                            |
| Garwolin                                    | Mazowieckie Masowien                | Jüdischer Friedhof (Garwolin)                   | Weitere Bilder                             |
| Głowaczów                                   | Mazowieckie Masowien                | Jüdischer Friedhof (Głowaczów)                  | Weitere Bilder                             |
| Góra Kalwaria                               | Mazowieckie Masowien                | Jüdischer Friedhof (Góra Kalwaria)              | Weitere Bilder                             |
| Grodzisk Mazowiecki                         | Mazowieckie Masowien                | Jüdischer Friedhof (Grodzisk Mazowiecki)        | Weitere Bilder                             |
| Grójec                                      | Mazowieckie Masowien                | Jüdischer Friedhof (Grójec)                     | Weitere Bilder                             |
| Iłża                                        | Mazowieckie Masowien                | Jüdischer Friedhof (Iłża)                       | Weitere Bilder                             |
| Karczew                                     | Mazowieckie Masowien                | Jüdischer Friedhof (Karczew)                    | Weitere Bilder                             |
| Kazanów                                     | Mazowieckie Masowien                | Jüdischer Friedhof (Kazanów)                    | Weitere Bilder                             |
| Lipsko                                      | Mazowieckie Masowien                | Jüdischer Friedhof (Lipsko)                     | Weitere Bilder                             |
| Mszczonów                                   | Mazowieckie Masowien                | Jüdischer Friedhof (Mszczonów)                  | Weitere Bilder                             |
| Otwock                                      | Mazowieckie Masowien                | Jüdischer Friedhof (Otwock)                     | Weitere Bilder                             |
| Sienno                                      | Mazowieckie Masowien                | Jüdischer Friedhof (Sienno)                     | Weitere Bilder                             |
| Sierpc                                      | Mazowieckie Masowien                | Jüdischer Friedhof (Sierpc)                     | Weitere Bilder                             |
| Warszawa Warschau                           | Mazowieckie Masowien                | Jüdischer Friedhof an der Okopowa-Straße        | Weitere Bilder                             |
| Żyrardów                                    | Mazowieckie Masowien                | Jüdischer Friedhof (Żyrardów)                   | Weitere Bilder                             |
| Woiwodschaft Niederschlesien                |                                     |                                                 |                                            |
| Dzierżoniów Reichenbach im Eulengebirge     | Dolnośląskie Niederschlesien        | Jüdischer Friedhof (Dzierżoniów)                | Weitere Bilder                             |
| Kamienna Góra Landeshut in Schlesien        | Dolnośląskie Niederschlesien        | Jüdischer Friedhof (Landeshut in Schlesien)     | Weitere Bilder                             |
| Kłodzko Glatz                               | Dolnośląskie Niederschlesien        | Jüdischer Friedhof (Glatz)                      | Weitere Bilder                             |
| Legnica Liegnitz                            | Dolnośląskie Niederschlesien        | Jüdischer Friedhof (Liegnitz)                   | Weitere Bilder                             |
| Wrocław Breslau                             | Dolnośląskie Niederschlesien        | Alter Jüdischer Friedhof (Breslau)              | Weitere Bilder                             |
| Woiwodschaft Oppeln                         |                                     |                                                 |                                            |
| Brzeg Brieg                                 | Opolskie Oppeln                     | Jüdischer Friedhof (Brieg)                      | Weitere Bilder                             |
| Gogolin                                     | Opolskie Oppeln                     | Jüdischer Friedhof (Gogolin)                    | Weitere Bilder                             |
| Dobrodzień Guttentag                        | Opolskie Oppeln                     | Jüdischer Friedhof (Guttentag)                  | Weitere Bilder                             |
| Kluczbork Kreuzburg O.S.                    | Opolskie Oppeln                     | Jüdischer Friedhof (Kluczbork)                  | Weitere Bilder                             |
| Nysa Neisse                                 | Opolskie Oppeln                     | Neuer Jüdischer Friedhof (Nysa)                 |                                            |
| Olesno Rosenberg O.S.                       | Opolskie Oppeln                     | Jüdischer Friedhof (Olesno)                     | Weitere Bilder                             |
| Opole Oppeln                                | Opolskie Oppeln                     | Jüdischer Friedhof (Opole)                      | Weitere Bilder                             |
| Otmuchów Ottmachau                          | Opolskie Oppeln                     | Jüdischer Friedhof (Otmuchów)                   | Weitere Bilder                             |
| Prudnik Neustadt O.S.                       | Opolskie Oppeln                     | Jüdischer Friedhof (Prudnik)                    | Weitere Bilder                             |
| Woiwodschaft Podlachien                     |                                     |                                                 |                                            |
| Białystok                                   | Podlaskie Podlachien                | Jüdischer Friedhof Wschodnia-Straße (Białystok) | Weitere Bilder                             |
| Bielsk Podlaski                             | Podlaskie Podlachien                | Jüdischer Friedhof (Bielsk Podlaski)            | Weitere Bilder                             |
| Brańsk                                      | Podlaskie Podlachien                | Jüdischer Friedhof (Brańsk)                     | Weitere Bilder                             |
| Choroszcz                                   | Podlaskie Podlachien                | Jüdischer Friedhof (Choroszcz)                  | Weitere Bilder                             |
| Ciechanowiec                                | Podlaskie Podlachien                | Jüdischer Friedhof (Ciechanowiec)               | Weitere Bilder                             |
| Goniądz                                     | Podlaskie Podlachien                | Jüdischer Friedhof (Goniądz)                    | Weitere Bilder                             |
| Jedwabne                                    | Podlaskie Podlachien                | Jüdischer Friedhof (Jedwabne)                   | Weitere Bilder                             |
| Jeleniewo                                   | Podlaskie Podlachien                | Jüdischer Friedhof (Jeleniewo)                  | Weitere Bilder                             |
| Krynki                                      | Podlaskie Podlachien                | Jüdischer Friedhof (Krynki)                     | Weitere Bilder                             |
| Sejny                                       | Podlaskie Podlachien                | Neuer jüdischer Friedhof (Sejny)                | Weitere Bilder                             |
| Suwałki                                     | Podlaskie Podlachien                | Jüdischer Friedhof (Suwałki)                    | Weitere Bilder                             |
| Tykocin                                     | Podlaskie Podlachien                | Jüdischer Friedhof (Tykocin)                    | Weitere Bilder                             |
| Woiwodschaft Pommern                        |                                     |                                                 |                                            |
| Gdańsk Danzig                               | Pomorskie Pommern                   | Jüdischer Friedhof (Danzig)                     | Weitere Bilder                             |
| Sopot Zoppot                                | Pomorskie Pommern                   | Jüdischer Friedhof (Zoppot)                     | Weitere Bilder                             |
| Wrzeszcz Danzig (Langfuhr)                  | Pomorskie Pommern                   | Jüdischer Friedhof (Langfuhr)                   | Weitere Bilder                             |
| Woiwodschaft Schlesien                      |                                     |                                                 |                                            |
| Będzin Bendzin                              | Śląskie Schlesien                   | Neuer Jüdischer Friedhof (Będzin)               | Weitere Bilder                             |
| Bielsko-Biała Bielitz-Biala                 | Śląskie Schlesien                   | Jüdischer Friedhof (Bielsko-Biała)              | Weitere Bilder                             |
| Bieruń Berun                                | Śląskie Schlesien                   | Jüdischer Friedhof (Bieruń)                     | Weitere Bilder                             |
| Bytom Beuthen                               | Śląskie Schlesien                   | Jüdischer Friedhof (Bytom)                      | Weitere Bilder                             |
| Cieszowa Czieschowa                         | Śląskie Schlesien                   | Jüdischer Friedhof (Cieszowa)                   | Weitere Bilder                             |
| Cieszyn Teschen                             | Śląskie Schlesien                   | Alter jüdischer Friedhof (Cieszyn)              | Weitere Bilder                             |
| Cieszyn Teschen                             | Śląskie Schlesien                   | Neuer jüdischer Friedhof (Cieszyn)              | Weitere Bilder                             |
| Czechowice-Dziedzice Czechowitz-Dzieditz    | Śląskie Schlesien                   | Jüdischer Friedhof (Czechowice-Dziedzice)       | Weitere Bilder                             |
| Czeladź                                     | Śląskie Schlesien                   | Jüdischer Friedhof (Czeladź)                    | Weitere Bilder                             |
| Częstochowa Czenstochau                     | Śląskie Schlesien                   | Jüdischer Friedhof (Częstochowa)                | Weitere Bilder                             |
| Dąbrowa Górnicza Dombrowa                   | Śląskie Schlesien                   | Jüdischer Friedhof (Dąbrowa Górnicza)           | Weitere Bilder                             |
| Gliwice Gleiwitz                            | Śląskie Schlesien                   | Alter jüdischer Friedhof (Gliwice)              | Weitere Bilder                             |
| Gliwice Gleiwitz                            | Śląskie Schlesien                   | Neuer jüdischer Friedhof (Gliwice)              | Weitere Bilder                             |
| Janów                                       | Śląskie Schlesien                   | Jüdischer Friedhof (Janów)                      | Weitere Bilder                             |
| Katowice Kattowitz                          | Śląskie Schlesien                   | Jüdischer Friedhof (Katowice)                   | Weitere Bilder                             |
| Krzepice Krippitz                           | Śląskie Schlesien                   | Jüdischer Friedhof (Krzepice)                   | Weitere Bilder                             |
| Lubliniec Lublinitz                         | Śląskie Schlesien                   | Jüdischer Friedhof (Lubliniec)                  | Weitere Bilder                             |
| Milówka                                     | Śląskie Schlesien                   | Jüdischer Friedhof (Milówka)                    | Weitere Bilder                             |
| Pyskowice Peiskretscham                     | Śląskie Schlesien                   | Jüdischer Friedhof (Pyskowice)                  | Weitere Bilder                             |
| Racibórz Ratibor                            | Śląskie Schlesien                   | Jüdischer Friedhof (Racibórz)                   | Weitere Bilder                             |
| Sławków                                     | Śląskie Schlesien                   | Jüdischer Friedhof (Sławków)                    | Weitere Bilder                             |
| Toszek Tost                                 | Śląskie Schlesien                   | Jüdischer Friedhof (Toszek)                     | Weitere Bilder                             |
| Wielowieś Langendorf                        | Śląskie Schlesien                   | Jüdischer Friedhof (Wielowieś)                  | Weitere Bilder                             |
| Wilamowice Wilamowitz                       | Śląskie Schlesien                   | Jüdischer Friedhof (Wilamowice)                 | Weitere Bilder                             |
| Zabrze Hindenburg                           | Śląskie Schlesien                   | Jüdischer Friedhof (Zabrze)                     | Weitere Bilder                             |
| Żarki                                       | Śląskie Schlesien                   | Neuer jüdischer Friedhof (Żarki)                | Weitere Bilder                             |
| Żory Sohrau                                 | Śląskie Schlesien                   | Jüdischer Friedhof (Żory)                       | Weitere Bilder                             |
| Żywiec Saybusch                             | Śląskie Schlesien                   | Jüdischer Friedhof (Żywiec)                     | Weitere Bilder                             |
| Woiwodschaft Westpommern                    |                                     |                                                 |                                            |
| Białogard Belgard an der Persante           | Zachodniopomorskie Westpommern      | Jüdischer Friedhof (Białogard)                  |                                            |
| Boleszkowice Fürstenfelde                   | Zachodniopomorskie Westpommern      | Jüdischer Friedhof (Fürstenfelde)               | Weitere Bilder                             |
| Człopa Schloppe                             | Zachodniopomorskie Westpommern      | Jüdischer Friedhof (Człopa)                     | Weitere Bilder                             |
| Kołobrzeg Kolberg                           | Zachodniopomorskie Westpommern      | Alter jüdischer Friedhof (Kołobrzeg)            | Weitere Bilder                             |
| Moryń Mohrin                                | Zachodniopomorskie Westpommern      | Jüdischer Friedhof (Moryń)                      | Weitere Bilder                             |
| Świdwin Schievelbein                        | Zachodniopomorskie Westpommern      | Jüdischer Friedhof (Świdwin)                    | Weitere Bilder                             |